# Antoine III du Kongo
Antoine III du Kongo  (Antonio III Afonso en  portugais) (mort le 11 juillet 1957). Manikongo titulaire du royaume du Kongo de 1955 à 1957
Antonio Afonso devient Manikongo titulaire le 16 août 1955 après la mort de son prédécesseur Pedro VIII Afonso. Il a été nommé par l'administration portugaise malgré les prétentions de Dom Manuel Kidita, neveu d'un Manikongo précédent Manuel III Martins Kiditu (1911-1914).
À sa mort le 11 juillet 1957, une ultime querelle de succession éclate et faute d'accord entre les parties, la régence est confiée à Isabel Maria da Gama la veuve du roi. Cette dernière l'exerce jusqu'au 9 septembre 1962 lorsqu'elle cède le trône au fils du précédent roi Pedro IX Afonso